# Poets of the Fall
Poets of the Fall — фінський рок-гурт. Утворився в 2003 році в Гельсінкі. Гурт складається з трьох учасників — Марко Саарест (вокал), Оллі Тукіайнена (гитара) та Маркуса Каарлонена (клавішні).
Poets of the Fall відомі співпрацею з розробниками відеоігор, зокрема з Remedy Entertainment. Гурт написав пісні, що увійшли до саундтреків ігор Max Payne 2: The Fall of Max Payne (2003), Alan Wake (2010), Alan Wake's American Nightmare (2012), Control (2019) та Alan Wake 2 (2023). Останні чотири були записані в більш важких жанрах і під псевдонімом Old Gods of Asgard.
З 2011 року гурт неодноразово виступав в Україні. 

## Історія

### Ранні роки
Гурт Poets of the Fall утворили в 25 квітня 2003 року в Гельсінки вокаліст Марко Сааресто та гітарист Оллі Тукіайнен. Останній написав кілька пісень для гурту Сааресто («Playground») та виступав з фінським джаз-бендом Pohjoinen Syke.
У 2003 році друг Сааресто, Самі Ярві (більш знаний як Сем Лейк), сценарист, який працював у Remedy Entertainment, передав Сааресто вірш, який він написав та попрохав перетворити його у пісню, яку б можна було використати у відеогрі від Remedy Max Payne 2: The Fall of Max Payne. Пісня отримала назву «Late Goodbye» та була використана як кінцева тема гри, а також повторюваний мотив, який наспівують та насвистують кілька персонажів. Пісня була продюсована Маркусом «Капітаном» Каарлоненом, який приєднався до гурту.
Каарлонен будучи колишнім співробітником бенчмарк-розробника Futuremark, запропонував POTF, щоб їхня пісня ввійшла до програми-бенчмарк 3DMark, що відкрило б гурт для ширшої аудиторії, ніж аудиторія Max Payne 2.
Для того, щоб зберегти повний контроль та свободу над гуртом, її члени заснували свою власну незалежну звукозаписну компанію, Insomniac, на якій вони випустили всі свої CDs.
30 червня 2004 року поети випустили свій дебютний сингл Late Goodbye; наступним став Lift 9 вересня 2004 року. Пісні зайняли 14 та 8 сходинки у фінських чартах та досягли 2 та 7 сходинок у рейтингу «Краща фінська пісня» 2004-го року від Yle. POTF також брали участь у голосуванні «Fresh Newcomer of 2004» від YleX. Кліпи для обох пісень були зняті Туомасом «Стобе» Хар'ю. POTF виступали на Popkomm 2005 у Берліні.
18 грудня 2004 року поети випустили новий сингл на своєму вебсайті Maybe Tomorrow is a Better Day, який мав ввійти до їхнього дебютного альбому Signs of Life.

### Signs of Life(2005—2006)
Дебютний альбом Signs of Life вийшов у Фінляндії 19 січня 2005 року, після чого він заявився на iTunes 25 травня 2005 року. Він увійшов до альбомного чарту Finnish Top 40 під номером один і став платиновим за результатами фінської IFPI. Альбом був нагороджений фінською премією Emma-gaala як «Найкращий дебютний альбом 2005 року», а гурт здобув премію «Кращий дебют року».
Супроводжуючи альбом, гурт випустив кліп на пісню Lift, який зняв режисер Туомас Хар'ю, та використовували пісні Stay та Illusion and Dream в якості рекламних радіо синглів. Альбом містить доступ до секретної сторінки на poetsofthefall.com, на якій розміщено ремікс пісні Lift, під назвою «Dramadance Remix», а також шпалери, зроблені з кліпу Lift та ілюстрації до альбому.
Назва Signs of Life це посилання на інструментальний альбом Pink Floyd, що вийшов в 1987 році.

### Carnival of Rust(2006—2007)
Potf випустив третій сингл, під назвою Carnival of Rust у Фінляндії 22 березня 2006 року. 30 березня 2006 року група випустила кліп до синглу. Відео стало надзвичайно популярним у Фінляндії, виграло дві нагороди Muuvi, а також нагороду YLE Audience Choice Award як «Краще фінське музичне відео всіх часів». Воно також стало «Найкращим музичним відео 2006» за версією The Voice. У 2009 році Ельмері Райтанен переробив відео в якості бакалаврської роботи в галузі візуального та медіа-мистецтв в Інституті дизайну Лахті і перевидав у форматі високої чіткості.

### Revolution Roulette(2008—2009)
6 лютого 2008 року «Poets of the Fall» випускають сингл під назвою «The Ultimate Fling», на підтримку нового, третього за рахунком альбому під назвою «Revolution Roulette». Сингл містить три види титульної пісні, серед яких одна акустична, та концертне виконання «Fire» в якості бонусу. Сингл посів 2-ге місце у фінських чартах.
26 березня виходить третій за рахунком альбом «Revolution Roulette». Він став золотим через 2 тижні після виходу. Альбом сильно відрізнявся від попередніх двох. «Revolution Roulette» набагато важчий, в ньому з'явилися елементи панк-року, голос вокаліста Марко став вище і чистіше.
Третій тур почався в Ювяскюля, Фінляндія 18 квітня. Група також виступала в Німеччині, США, Росії та Швеції.
21 травня POTF випустили сингл «Diamonds for Tears» на однойменну пісню з альбому. 15 липня група випустила кліп на пісню «Diamonds for Tears», який отримав суперечливі відгуки фанатів.
Група брала участь в компіляції «Voice's CD» Livenä Vieraissa з кавером пісні Кріса Корнелла «You Know My Name» і своєю піснею «Diamonds for Tears». Пісні були записані в студії наживо.

### Twilight Theater (2010)
18 січня 2010 року група анонсувала четвертий альбом, «Twilight Theater», який вийшов 17 березня. 21 січня перший сингл з альбому «Dreaming Wide Awake» дебютував на фінському радіо «Radio NRJ» і став доступний для покупки через iTunes 3 лютого.
10 червня вийшов на пісню «War», знятий Aleksi Koskinen і Akseli Tuomivaara за мотивами гри «Alan Wake». Також було записано 3 нових пісні, під псевдонімом «The Old Gods of Asgard»: «The Poet and the Muse», «Children of the Elder God», і «Balance Slays the Demon».

### Alchemy Vol. 1 (2011)
16 березня 2011 року виходить нова збірка групи під назвою «Alchemy Vol. 1» на CD і DVD. Цей збірник містить 13 хітів з 2003 по 2011 роки і дві нові пісні — «Can You Hear Me» і «No End, No Beginning» + всі кліпи групи.
31 березня в App Store стає доступна гра від Remedy Entertainment «Death Rally», куди ввійшла пісня «Can You Hear Me».

### Temple of Thought (2012—2014)
П'ятий студійний альбом під назвою «Temple of Thought» вийшов 21 березня 2012 року, відповідаючи реліз-циклу в два роки, встановленому попередніми альбомами. Назва і обкладинка альбому були показані на офіційній сторінці групи в Facebook 25 січня. Перший сингл з нового альбому «Cradled in Love» вийшов для фінського радіо 24 січня. 26 січня він став доступний для цифрового скачування на офіційному digistore групи.
22 листопада 2013 року POTF випустили DVD з московським концертом, який пройшов 23 березня. Запис першого в історії групи концертного DVD була приурочена до 10-річчя групи і зроблена на виступі POTF в московському клубі «Arena Moscow».

### Jealous Gods (2014—2015)
Шостий студійний альбом під назвою «Jealous Gods» побачив світ 19 вересня 2014 року. Альбом відрізняється легшим звучанням у порівнянні з попередніми платівками групи, не переступаючи при цьому кордону мелодійного поп-року. Крім балад, які превалюють в альбомі, присутні експерименти з електронним звуком — композиція «Choice Millionaire».
22 серпня вийшов перший сингл з альбому — «Daze», а також кліп на однойменну пісню. Сингл також містить акустичну версію композиції «King of Fools» і концертну версію «Cradled in Love».
Тур в підтримку шостого альбому почався в жовтні 2014 року в Гельсінкі. У жовтні — листопаді POTF відіграли їх найтриваліший на цей момент закордонний тур, який охоплював: концерт в Нідерландах, 8 концертів в Німеччині, 2 концерти у Великій Британії, концерт в Україні та в Білорусії, а також 10 концертів в Росії. Перша частина туру закінчилася в грудні в Гельсінкі.
22 січня 2015 року вийшов другий сингл — «Love Will Come to You». Разом з синглом вийшов і кліп на цю композицію. До складу синглу увійшла альбомна і скорочена версії пісні «Love Will Come to You», версія «All the Way / 4U», записана на шоу «Suomi LOVE», і концертний варіант «The Ballad of Jeremiah Peacekeeper».
Під час весняно-літньої частини туру POTF виступали в Фінляндії, дали концерт в Індії. На початку літа пройшов тижневий тур по Європі, протягом якого група відвідала Нідерланди, Німеччину, Велику Британію і вперше — Італію. Ця частина туру закінчилася виступом групи на 10-му ювілейному фестивалі «Greenfest» в Санкт-Петербурзі.
14 серпня вийшов третій сингл — «Choice Millionaire». Вихід синглу супроводжувався кліпом. Сингл містить скорочену і інструментальну версію пісні.
В кінці серпня почалася осіння частина туру в підтримку альбому «Jealous Gods». До кінця року група дала концерти в Фінляндії, Індії, Білорусі та Росії.

### «Clearview» (2016—2017)
Дебютним синглом до альбому стала композиція «Drama for Life». У січні 2016 року вони оголосили, що працюватимуть над альбомом із продюсером шведського гурту Kent Стефаном Боманом. Сингл вийшов в серпні 2016 року та супроводжувався Lyric Video і офіційним кліпом.
Восени група записала пісню наживо в студії «Genelec Artist Room». Самі виступи були пізніше викладені на офіційному Youtube-каналі.
Сьомий альбом групи вийшов 30 вересня. У фінському чарті альбом стартував з другого місця і протримався в чарті 3 тижні.
Тур в підтримку нової платівки стартував в Фінляндії, а потім до кінця року група виступила в Україні, Білорусії, Росії, Німеччині, Нідерландах та Італії.
Другий сингл «Children of the Sun» вийшов в березні 2017 року. Він також супроводжувався кліпом.
Гастролі групи тривали весь 2017 рік, за цей час «Поети» відвідали Велику Британію та Індію, а також повторно виступили в Росії, Білорусії та Україні.
У вересні «Поети» випустили третій кліп до «Clearview». Це був заключний трек альбому — «Moonlight Kissed». На відміну від попередніх релізів, на цей раз вийшов тільки відеоролик, у вигляді синглу дана композиція не випускалася.
Заключний концерт на підтримку сьомої платівки відбувся 16 грудня в «Savoy Theatre» (Гельсінкі).

### «Ultraviolet» (2018—2019)
31 січня 2018 року група випустила сингл і кліп на пісню «False Kings». Одночасно з цим був анонсований тур в честь п'ятнадцятиріччя групи.
У березні «Поети» розкрили назву восьмого студійного альбому («Ultraviolet») і дату виходу (5 жовтня). Також була анонсована перша частина туру в підтримку нового альбому, куди увійшли Велика Британія та Німеччина.
Композиції «False Kings» і «Dancing on Broken Glass» були першими синглами до нового альбому, за якими також зняли музичні кліпи.
Восьма Повноформатна платівка з'явилася 5 жовтня 2018 року. Всього трекліст містить 10 композицій.
Тур в підтримку альбому пройшов у другій половині 2018 року, і закінчився на початку 2019 року. Група вперше побувала в Люксембурзі, Угорщині, Польщі, Португалії, Ірландії, і Чехії.
10 травня 2019 року на офіційному Youtube-каналі групи виходить кліп на композицію «The Sweet Escape» з нового альбому, а через тиждень, 17 травня, виходить відеоролик «Partir Avec Moi», варіація «The Sweet Escape» французькою мовою, вийшла у форматі синглу. Обидва відео були зняті режисером Мііке Хакала.
У серпні виходить кліп «My Dark Disquiet», знятий за мотивами гри «Control». Також «The Old Gods of Asgard» «повернулися» з новою піснею, яку можна почути в самій грі — «Take Control».

### «Alexander Theatre Sessions» (2020—2021)
У 2020 році, через пандемію і карантин, «Поети» замість гастролей вирішили провести музичні сесії в порожньому Олександрівському театрі. Протягом року вони раз на місяць викладали в інтернет кліп з живим виконанням пісні з власного репертуару («The Sweet Escape», «Carnival of Rust», «Lift», та ін.); в результаті вийшло 12 відеороликів на пісні з різних альбомів, пізніше зібраних в загальний збірник «Alexander Theatre Sessions».
15 березня 2021 року вийшов кліп на сингл «Stay Forever», ремейк пісні «Stay» з альбому «Signs of Life».
У 2021 році гурт працює над новим альбомом, вихід якого прогнозований на 2022 рік.

### Ghostlight (2022)
13 березня 2022 року Poets of the Fall анонсували свій новий альбом Ghostlight, вийшов у квітні 2022 року, як завершення третьої трилогії гурту, що складається з Clearview, Ultraviolet і Ghostlight. За словами гурту, Ghostlight втілює ідею метаморфози, перемоги над труднощами, прийняття та становлення цілісності. Першим синглом, що вийшов, був «Requiem for My Harlequin».

## Учасники
Постійні
- Марко Сааресто (Marko Saaresto) — вокал
- Оллі Тукіайнен (Olli Tukiainen) — соло-гітара
- Маркус Каарлонен (Markus «Captain» Kaarlonen) — клавішні

Концертні
- Яні Снеллман (Jani Snellman) — бас-гітара
- Яска Мякинен (Jaska Mäkinen) — ритм-гітара, бек-вокал
- Ярі Салмінен (Jari Salminen) — ударні, перкусія

## Дискографія
- Signs of Life (2005)
- Carnival of Rust (2006)
- Revolution Roulette (2008)
- Twilight Theater (2010)
- Temple of Thought (2012)
- Jealous Gods (2014)
- Clearview (2016)
- Ultraviolet (2018)
- Ghostlight (2022)

## Концерти в Україні
Poets of the Fall вперше виступили в Україні 28 травня 2011 у Львові в рамках фестивалю Stare Misto. Наступний концерт відбувся в Києві 25 березня 2012 в Crystal Hall. В рамках туру, що присвячений 10-річчю групи, Poets of the Fall дали концерт в Києві 28 березня 2013 в клубі Бінго. 28 жовтня 2014 року група вчетверте відвідала Україну і презентувала новий студійний альбом Jealous Gods у клубі Sentrum в Києві.